# Liga Jujeña de Fútbol 2019
La Liga Jujeña de Fútbol 2019 será la edición número 90 del Liga Jujeña de Fútbol. La temporada comenzó el 17 de abril de 2019 y terminó en 1 de diciembre de 2019. Los campeones de esa edición son, Apertura: Altos Hornos Zapla, Clausura: Atlético Cuyaya.

## Equipos participantes
| Equipo                      | Ciudad                | Estadio                       | Capacidad |
| --------------------------- | --------------------- | ----------------------------- | --------- |
| Altos Juniors               | San Salvador de Jujuy | No posee                      | -         |
| Atlético Palpalá            | Palpalá               | Estadio sin nombre            | 100       |
| General Belgrano            | San Salvador de Jujuy | No posee                      | -         |
| Ciudad de Nieva             | San Salvador de Jujuy | No posee                      | -         |
| Atlético Cuyaya             | San Salvador de Jujuy | Estadio sin nombre            | 100       |
| Deportivo El Cruce          | San Salvador de Jujuy | No posee                      | -         |
| Gimnasia y Esgrima (J)      | San Salvador de Jujuy | 23 de Agosto Predio Papel Noa | 23000 100 |
| Atlético Gorriti            | San Salvador de Jujuy | Fausto Tejerina               |           |
| Islas Malvinas              | San Salvador de Jujuy | No posee                      | -         |
| General Lavalle             | San Salvador de Jujuy | Libero Bravo                  | 1000      |
| Asociación Atlética La Viña | San Salvador de Jujuy | No posee                      | -         |
| Deportivo Los Perales       | San Salvador de Jujuy | Fortín Gaucho                 | 1000      |
| Deportivo Luján             | San Salvador de Jujuy | Barrio Luján                  | 1000      |
| Sportivo Palermo            | San Salvador de Jujuy | No posee                      | -         |
| San Francisco               | San Salvador de Jujuy | No posee                      | -         |
| Atlético Talleres           | Perico                | Doctor Plinio Zabala          | 6000      |
| Deportivo Universitario     | San Salvador de Jujuy | No posee                      | -         |
| Altos Hornos Zapla          | Palpalá               | Emilio Fabrizzi               | 20000     |

| 1. 2. 3. 4. 5. 6. 7. 8. 9. |

## Sistema de disputa
Cada torneo, Apertura y Clausura, se llevó a cabo en una sola rueda, por el sistema de todos contra todos, siendo el segundo los desquites del primero, y cada uno consagró un campeón. Los ganadores de cada uno de ellos disputaron la Copa Campeonato, a un único partido en cancha neutral.
La tabla final de posiciones de cada torneo se estableció por acumulación de puntos. 
La tabla final de posiciones de la Liga Jujeña de Fútbol fue la sumatoria de las tablas finales de ambos torneos.

## Torneo Apertura

### Tabla de posiciones final
| Pos. | Equipo                      | Pts. | PJ | PG | PE | PP | GF | GC | Dif. |
| ---- | --------------------------- | ---- | -- | -- | -- | -- | -- | -- | ---- |
| 1.º  | Altos Hornos Zapla          | 44   | 17 | 14 | 2  | 1  | 56 | 15 | 41   |
| 2.º  | Atlético Talleres           | 39   | 17 | 13 | 0  | 4  | 51 | 22 | 29   |
| 3.º  | Asociación Atlética La Viña | 37   | 17 | 12 | 1  | 4  | 37 | 20 | 17   |
| 4.º  | Atlético Cuyaya             | 36   | 17 | 11 | 3  | 3  | 44 | 21 | 23   |
| 5.º  | Gimnasia y Esgrima (J)      | 32   | 17 | 9  | 5  | 3  | 30 | 15 | 15   |
| 6.º  | Deportivo El Cruce          | 29   | 17 | 9  | 2  | 6  | 36 | 34 | 2    |
| 7.º  | Atlético Gorriti            | 28   | 17 | 6  | 10 | 1  | 30 | 21 | 9    |
| 8.º  | Ciudad de Nieva             | 26   | 17 | 8  | 2  | 7  | 45 | 41 | 4    |
| 9.º  | San Francisco               | 25   | 17 | 7  | 4  | 6  | 34 | 27 | 7    |
| 10.º | Deportivo Los Perales       | 25   | 17 | 7  | 4  | 6  | 26 | 26 | 0    |
| 11.º | Deportivo Luján             | 23   | 17 | 6  | 5  | 6  | 28 | 40 | −12  |
| 12.º | Atlético Palpalá            | 18   | 17 | 5  | 3  | 9  | 24 | 50 | −26  |
| 13.º | Altos Juniors               | 16   | 17 | 5  | 1  | 11 | 22 | 39 | −17  |
| 14.º | Sportivo Palermo            | 14   | 17 | 4  | 2  | 11 | 27 | 35 | −8   |
| 15.º | General Lavalle             | 14   | 17 | 3  | 5  | 9  | 23 | 33 | −10  |
| 16.º | Deportivo Universitario     | 8    | 17 | 2  | 2  | 13 | 17 | 39 | −22  |
| 17.º | General Belgrano            | 0    | 17 | 3  | 1  | 13 | 14 | 38 | −24  |
| 18.º | Islas Malvinas              | 0    | 17 | 2  | 2  | 13 | 18 | 46 | −28  |

|  | Clasificado a la Torneo Regional Federal Amateur 2020. |

## Torneo Clausura

### Tabla de posiciones final
| Pos. | Equipo                      | Pts. | PJ | PG | PE | PP | GF | GC | Dif. |
| ---- | --------------------------- | ---- | -- | -- | -- | -- | -- | -- | ---- |
| 1.º  | Atlético Cuyaya             | 46   | 17 | 15 | 1  | 1  | 51 | 19 | 32   |
| 2.º  | Altos Hornos Zapla          | 39   | 17 | 13 | 0  | 4  | 41 | 17 | 24   |
| 3.º  | Atlético Talleres           | 37   | 17 | 12 | 1  | 4  | 44 | 13 | 31   |
| 4.º  | San Francisco               | 37   | 16 | 12 | 1  | 3  | 41 | 17 | 24   |
| 5.º  | Asociación Atlética La Viña | 36   | 17 | 11 | 3  | 3  | 42 | 19 | 23   |
| 6.º  | Deportivo Los Perales       | 28   | 17 | 8  | 4  | 5  | 38 | 29 | 9    |
| 7.º  | Gimnasia y Esgrima (J)      | 27   | 17 | 8  | 3  | 6  | 33 | 26 | 7    |
| 8.º  | Atlético Gorriti            | 23   | 17 | 6  | 5  | 6  | 19 | 24 | −5   |
| 9.º  | Atlético Palpalá            | 20   | 17 | 6  | 2  | 9  | 25 | 33 | −8   |
| 10.º | Deportivo Luján             | 18   | 17 | 5  | 3  | 9  | 22 | 24 | −2   |
| 11.º | Sportivo Palermo            | 18   | 17 | 5  | 3  | 9  | 19 | 32 | −13  |
| 12.º | Ciudad de Nieva             | 14   | 16 | 4  | 2  | 10 | 18 | 27 | −9   |
| 13.º | General Lavalle             | 20   | 17 | 5  | 5  | 7  | 21 | 31 | −10  |
| 14.º | Deportivo El Cruce          | 12   | 17 | 3  | 3  | 11 | 18 | 44 | −26  |
| 15.º | Altos Juniors               | 11   | 16 | 3  | 2  | 11 | 13 | 43 | −30  |
| 16.º | Deportivo Universitario     | 6    | 17 | 2  | 0  | 15 | 15 | 52 | −37  |
| 17.º | Islas Malvinas              | 0    | 16 | 6  | 2  | 8  | 20 | 24 | −4   |
| 18.º | General Belgrano            | 0    | 17 | 5  | 0  | 12 | 19 | 45 | −26  |

|  | Clasificado a la Torneo Regional Federal Amateur 2020. |

## Tabla de posiciones final del campeonato

### Clasificación a la Copa Jujuy 2020
| Pos. | Equipo                      | Pts. | PJ | PG | PE | PP | GF | GC | Dif. |
| ---- | --------------------------- | ---- | -- | -- | -- | -- | -- | -- | ---- |
| 1.º  | Altos Hornos Zapla          | 83   | 34 | 27 | 2  | 5  | 97 | 32 | 65   |
| 2.º  | Atlético Cuyaya             | 82   | 34 | 26 | 4  | 4  | 95 | 40 | 55   |
| 3.º  | Atlético Talleres           | 76   | 34 | 25 | 1  | 8  | 95 | 35 | 60   |
| 4.º  | Asociación Atlética La Viña | 73   | 34 | 23 | 4  | 7  | 79 | 39 | 40   |
| 5.º  | San Francisco               | 62   | 33 | 19 | 5  | 9  | 75 | 44 | 31   |
| 6.º  | Gimnasia y Esgrima (J)      | 59   | 34 | 17 | 8  | 9  | 63 | 31 | 32   |
| 7.º  | Deportivo Los Perales       | 53   | 34 | 15 | 8  | 11 | 64 | 55 | 9    |
| 8.º  | Atlético Gorriti            | 51   | 34 | 12 | 15 | 7  | 49 | 45 | 4    |
| 9.º  | Deportivo Luján             | 41   | 34 | 11 | 8  | 15 | 50 | 64 | −14  |
| 10.º | Deportivo El Cruce          | 41   | 34 | 12 | 5  | 17 | 54 | 78 | −24  |
| 11.º | Ciudad de Nieva             | 40   | 33 | 12 | 4  | 17 | 63 | 68 | −5   |
| 12.º | Atlético Palpalá            | 38   | 34 | 11 | 5  | 18 | 49 | 83 | −34  |
| 13.º | Sportivo Palermo            | 32   | 34 | 9  | 5  | 20 | 46 | 67 | −21  |
| 14.º | General Lavalle             | 28   | 34 | 8  | 10 | 16 | 44 | 64 | −20  |
| 15.º | Altos Juniors               | 27   | 33 | 8  | 3  | 22 | 35 | 82 | −47  |
| 16.º | Deportivo Universitario     | 14   | 34 | 4  | 2  | 28 | 32 | 91 | −59  |
| 17.º | General Belgrano            | -44  | 34 | 8  | 1  | 25 | 25 | 83 | −58  |
| 18.º | Islas Malvinas              | -50  | 33 | 8  | 4  | 21 | 38 | 70 | −32  |

|  | Clasificado a la Copa Jujuy 2021 |

| 1. 2. 3. |

### Clasificación al Torneo Regional Amateur
| Pos. | Equipo                      | Pts. | PJ | PG | PE | PP | GF | GC | Dif. |
| ---- | --------------------------- | ---- | -- | -- | -- | -- | -- | -- | ---- |
| 1.º  | Altos Hornos Zapla          | 83   | 34 | 27 | 2  | 5  | 97 | 32 | 65   |
| 2.º  | Atlético Cuyaya             | 82   | 34 | 26 | 4  | 4  | 95 | 40 | 55   |
| 3.º  | Atlético Talleres           | 76   | 34 | 25 | 1  | 8  | 95 | 35 | 60   |
| 4.º  | Asociación Atlética La Viña | 73   | 34 | 23 | 4  | 7  | 79 | 39 | 40   |
| 5.º  | San Francisco               | 62   | 33 | 19 | 5  | 9  | 75 | 44 | 31   |
| 6.º  | Gimnasia y Esgrima (J)      | 59   | 34 | 17 | 8  | 9  | 63 | 31 | 32   |
| 7.º  | Deportivo Los Perales       | 53   | 34 | 15 | 8  | 11 | 64 | 55 | 9    |
| 8.º  | Atlético Gorriti            | 51   | 34 | 12 | 15 | 7  | 49 | 45 | 4    |
| 9.º  | Deportivo Luján             | 41   | 34 | 11 | 8  | 15 | 50 | 64 | −14  |
| 10.º | Deportivo El Cruce          | 41   | 34 | 12 | 5  | 17 | 54 | 78 | −24  |
| 11.º | Ciudad de Nieva             | 40   | 33 | 12 | 4  | 17 | 63 | 68 | −5   |
| 12.º | Atlético Palpalá            | 38   | 34 | 11 | 5  | 18 | 49 | 83 | −34  |
| 13.º | Sportivo Palermo            | 32   | 34 | 9  | 5  | 20 | 46 | 67 | −21  |
| 14.º | General Lavalle             | 28   | 34 | 8  | 10 | 16 | 44 | 64 | −20  |
| 15.º | Altos Juniors               | 27   | 33 | 8  | 3  | 22 | 35 | 82 | −47  |
| 16.º | Deportivo Universitario     | 14   | 34 | 4  | 2  | 28 | 32 | 91 | −59  |
| 17.º | General Belgrano            | -44  | 34 | 8  | 1  | 25 | 25 | 83 | −58  |
| 18.º | Islas Malvinas              | -50  | 33 | 8  | 4  | 21 | 38 | 70 | −32  |

|  | Clasificado al Torneo Regional Federal Amateur 2020 |

| 1. 2. 3. |